# Dionisio Galparsoro
Dionisio Galparsoro Martínez (Ataun, 13 agosto 1978) è un ex ciclista su strada spagnolo di origini basche.
Professionista dal 2003 al 2009, conta due vittorie tra i professionisti.

## Carriera
Galparsoro passò professionista nel 2003 con la formazione basca Euskaltel-Euskadi. Dopo due stagioni si trasferì alla Kaiku, neonata formazione Continental spagnola, con cui nel 2005 ottenne gli unici due successi in carriera, una tappa alla Vuelta a Asturias e una alla Hessen-Rundfahrt. Tornato alla Euskaltel nel 2007, dopo lo scioglimento della Kaiku, partecipò a due edizioni del Giro d'Italia, ritirandosi in entrambe, e una della Vuelta a España, che terminò sessantatreesimo.
Si ritirò al termine della stagione 2009, nella quale indossò la casacca della Contentpolis-AMPO.

## Palmarès
- 2005

4ª tappa Vuelta a Asturias (Cangas del Narcea > Gijón)
3ª tappa Hessen-Rundfahrt (Lütter > Gießen)

### Altri successi
- 2002

Memorial Valenciaga
San Martin Proba

## Piazzamenti

### Grandi Giri
- Giro d'Italia:

2007: ritirato (12ª tappa)
2008: ritirato (19ª tappa)
- Vuelta a España:

2007: 63º

### Classiche monumento
- Milano-Sanremo

2004: 156º
- Giro di Lombardia

2007: 47º